# Rhénus Sport
Pour l'entreprise de services logistiques, voir Rhenus.
Le Rhénus Sport est une salle multisports située dans le quartier européen du Wacken à Strasbourg, en France.
En fonctionnement depuis l'été 2003 après la rénovation de l'ancien Rhénus (construit en 1975),  le Rhénus Sport occupe la partie sud du nouveau Rhénus. Elle est la salle du club de basket-ball de Strasbourg, la SIG Basket évoluant en Jeep Elite (anciennement pro A).
Début 2017, le club annonce vouloir porter la capacité de la salle de 6 150 à 8 007 places, puis à 10 100 avec un investissement total de 30 millions d'euros, plus 4 millions pour l'extension. Le début des travaux est annoncé pour l'été 2018. La salle doit voisiner avec un programme immobilier de bureaux collé à l’Arena de 8 000 à 13 000 m2. Le nouveau nom de salle sera lié à un contrat de parrainage. On apprend en mai 2018 que le projet sera financé par le Crédit Mutuel et que la salle s'appellera pour des raisons de naming « Crédit Mutuel Forum » .

## Configuration
- Situation: quartier européen du Wacken, Strasbourg
- Capacité : 6 166 places
- Surface: 14 979m² (10 932m² en version "sport")
- Longueur: 109 à 213 mètres (selon configuration)
- Largeur: 96,60 mètres
- Hauteur: 10,80 mètres

## Évènements

### 2005
- Février 2005 : match France - Suède de Coupe Davis.

### 2006
- Juillet 2006 : Tournoi international de Strasbourg, en préparation au Championnat du monde de basket masculin 2006, opposant la France, la Lituanie, le Sénégal et la Chine.
- Août 2006 : 13e édition de l'Eurotournoi de handball opposant les équipes de Montpellier, Chambéry, Ciudad Real, Sävehof, Gudme et Szeged.

### 2007
- Août 2007 : Tournoi international de Strasbourg, en préparation au Championnat d'Europe masculin 2007, opposant la France, la Grèce, la Serbie,  et la Slovénie.
- Août 2007 : 14e édition de Eurotournoi de handball opposant les équipes de Montpellier, Chambéry, Ciudad Real, Valladolid, Zagreb et Copenhague.

### 2009
- Avril 2009 : conférence du président américain Barack Obama devant 3000 à 4000 lycéens et étudiants.

### 2013
- Août 2013 : Tournoi international de Strasbourg, en préparation au Championnat d'Europe de basket masculin 2013, opposant la France, l'Allemagne, la Croatie et la Grèce.

### 2019
- Avril 2019 : le 14 avril 2019, l'équipe de France de handball (masculin) reçoit le Portugal dans le cadre des qualifications au Championnat d'Europe masculin de handball 2020 (victoire de la France 33-24). 5660 personnes assistent à la rencontre[3].